# Mézières-en-Brenne
Mézières-en-Brenne è un comune francese di 1 108 abitanti situato nel dipartimento dell'Indre nella regione del Centro-Valle della Loira.
Diede i natali al nobile Enrico di Montpensier

## Società

### Evoluzione demografica
Abitanti censiti

## Amministrazione

### Gemellaggi
- Barzanò